# Del Bonita (Alberta)
Pour les articles homonymes, voir Del Bonita.
Del Bonita est un hameau (hamlet) du Comté de Cardston, situé dans la province canadienne d'Alberta.